# Бековка
Бековка (каз. Бековка) — село в Бородулихинском районе Абайской области Казахстана. Входит в состав Бель-Агачского сельского округа. Код КАТО — 633835400.

## Население
В 1999 году население села составляло 153 человека (86 мужчин и 67 женщин). По данным переписи 2009 года, в селе проживали 122 человека (68 мужчин и 54 женщины).